# Plectrocnemia lata
Plectrocnemia lata is een fossiele soort schietmot uit de familie Polycentropodidae.